# Юхан Петтер Арреніус
Юхан Петтер Арреніус (швед. Johan Petter Arrhenius) — шведський ботанік і агроном. Дядько вченого-хіміка, лауреата Нобелівської премії з хімії в 1903 році Сванте Арреніуса.
Народився 27 вересня 1811 року в Яреді (лен Кальмар). З 1830 року навчався в Упсалі, в 1840 році був призначений доцентом ботаніки, в 1848 році — начальником знову відкритого агрономічного інституту в Ультуні, поблизу Уппсали. У 1850 році обраний професором, а в 1862 році — секретарем Агрономічної академії в Стокгольмі і займав цей пост до 1881 року (також у 1882—1883 роках тимчасово заміщав померлого спадкоємця). Своєю викладацькою та літературною діяльністю зробив значний внесок у справу розвитку сільського господарства в Швеції. Його підручники «Lä robok i Botanik» (5 вид., 1882), «Handbok i Svenska jordbruket» (4 вид., 1879) і «Landbrukspraktika» (3 вид., 1876), так само як його серія «Smärre samlade skrifter i landthushållningen» (27 випусків, 1858—1885) отримали значне поширення. Арреніус брав участь і в політичному житті своєї країни як член верхньої палати (1867—1872).
Помер у Стокгольмі 5 вересня 1889 року.

## Джерело
- Аррениус Иоанн // Энциклопедический словарь Брокгауза и Ефрона : в 86 т. (82 т. и 4 доп. т.). — СПб., 1890—1907. (рос. дореф.)